# دنيس كاربنتر
دنيس كاربنتر هو سياسي أمريكي، ولد في 3 سبتمبر 1928، وتوفي في 23 ديسمبر 2003 في تلسا في الولايات المتحدة بسبب أم الدم. نشط حزبياً في الحزب الجمهوري. وقد انتخب عضو مجلس ولاية كاليفورنيا ‏.